# Suppijärvi
Suppijärvi är en sjö i kommunen Enontekis i landskapet Lappland i Finland. Sjön ligger 508,9 meter över havet. Arean är 1,3 kvadratkilometer och strandlinjen är 8,4 kilometer lång. Sjön  ingår i Torne älvs huvudavrinningsområde.   Den ligger omkring 320 kilometer nordväst om Rovaniemi och omkring 980 kilometer norr om Helsingfors. 
Nordväst om Suppijärvi ligger Suppivaara. 